# Asipovičy
Asipovičy (in bielorusso Асiповiчы?) è un comune della Bielorussia, situato nella regione di Mahilëŭ.